# Anni Friesinger
Anna Christina « Anni » Friesinger, née le 11 janvier 1977 à Bad Reichenhall, est une patineuse de vitesse allemande. Anni habite maintenant à Inzell. Sa mère, Janina Korowicka, a également été patineuse de vitesse professionnelle. Elle est mariée au patineur de vitesse néerlandais Ids Postma.

## Carrière
Le 30 décembre 2005, au Ludwig-Schwabl Stadion de Inzell, elle remporte son quatrième titre national de patinage de vitesse des épreuves combinées.

## Palmarès

### Jeux olympiques
- Jeux olympiques d'hiver de 1998 à Nagano ( Japon) :
  -  Médaille de bronze sur 3000 m
- Jeux olympiques d'hiver de 2002 à Salt Lake City ( États-Unis) :
  -  Médaille d'or sur 1500 m
- Jeux olympiques d'hiver de 2006 à Turin ( Italie) :
  -  Médaille d'or en poursuite par équipe
  -  Médaille de bronze sur 1000 m
- Jeux olympiques d'hiver de 2010 à Vancouver ( Canada) :
  -  Médaille d'or en poursuite par équipe

### Championnats du monde
- Championnats du monde de sprint de 2007 à Hamar ( Norvège) :
  -  Médaille d'or